# Kaernefeltia californica
Kaernefeltia californica är en lavart som först beskrevs av Edward Tuckerman, och fick sitt nu gällande namn av A. Thell & Goward. Kaernefeltia californica ingår i släktet Kaernefeltia och familjen Parmeliaceae.   Inga underarter finns listade i Catalogue of Life.